# Stenocephalemys
Stenocephalemys (Frick, 1914) è un genere di Roditori della famiglia dei Muridi.

## Descrizione

### Dimensioni
Al genere Stenocephalemys appartengono roditori di piccole dimensioni, con lunghezza della testa e del corpo tra 103 e 190 mm, la lunghezza della coda tra 112 e 194 mm e un peso fino a 93 g.

### Caratteristiche craniche e dentarie
Il cranio presenta una scatola cranica tondeggiante, le placche zigomatiche ben sviluppate e le arcate zigomatiche ampie e robuste. I fori palatali sono lunghi, la regione inter-orbitale è notevolmente stretta e allungata, tale da spostare gli occhi su una posizione più dorsale e ravvicinata rispetto agli altri piccoli roditori. Questo adattamento è dovuto probabilmente alla necessità di avere un campo visivo più efficace verso l'alto per individuare e sfuggire agli attacchi di uccelli rapaci nelle distese erbose degli altopiani etiopici. Gli incisivi sono lisci ed ortodonti, ovvero con le punte rivolte verso il basso, i molari sono cuspidati.
Sono caratterizzati dalla seguente formula dentaria:

### Aspetto
La pelliccia è lunga, densa e soffice. Il colore generale del corpo è bruno-giallastro, mentre le parti ventrali sono più chiare. Il muso è appuntito, gli occhi sono grandi e spesso circondati da anelli più scuri. Le orecchie sono grandi, rotonde e delicate. Il pollice è ridotto e munito di un'unghia. I piedi sono lunghi e stretti, adattati ad una vita terricola. La coda è solitamente lunga quanto la testa ed il corpo ed è ricoperta fittamente di peli. 

## Distribuzione
Sono roditori terricoli endemici dell'Etiopia.

## Tassonomia
Il genere comprende 6 specie.
- Stenocephalemys albipes
- Stenocephalemys albocaudatus
- Stenocephalemys griseicauda
- Stenocephalemys ruppi
- Stenocephalemys sokolovi
- Stenocephalemys zimai